# Michael Lannan
Michael Lannan (né aux États-Unis) est un scénariste et producteur de télévision américain. 

## Biographie
Michael Lannan est le créateur avec Andrew Haigh de la série télévisée Looking diffusée sur HBO. Cette série raconte la vie quotidienne, les amours, les peines et les joies de trois copains homosexuels de San Francisco. Elle s'inspire des expériences de Lannan lui-même et d'un court métrage, Lorimer, qu'il a produit et dirigé en 2011.
Auparavant Lannan  a été assistant de production et a participé au scénario de plusieurs films télévisés ou épisodes de séries, comme Sons of Anarchy, Nurse Jackie, Rubicon et Damages, ainsi que le film Remember Me en 2010. Il a fait partie de l'équipe de production du film documentaire Interior. Leather Bar.